# Dick Muir
Pour les articles homonymes, voir Muir.
Pas d'image ? Cliquez ici

a Compétitions nationales et continentales officielles uniquement.

b Matchs officiels uniquement.
Dernière mise à jour le 4 novembre 2021.
 Dick Muir, né le 20 mars 1965 à Kokstad en Afrique du Sud, est un joueur de rugby à XV qui a joué avec l'équipe d'Afrique du Sud. Il évoluait au poste de trois quart centre (1,85 m pour 89 kg).

## Carrière d'entraîneur
- Natal Sharks / Sharks : 2005-2007
- Afrique du Sud (adjoint) : 2008-2011

### En équipe nationale
Il a disputé son premier test match le 8 novembre 1997 contre l'Italie.  Il joua son dernier test match contre l'Écosse, le 6 décembre 1997.

## Palmarès
- 5 test matchs avec l'équipe d'Afrique du Sud